# Mark Aguirre
Mark Anthony Aguirre (ur. 10 grudnia 1959 w Chicago) – amerykański koszykarz, występujący na pozycji niskiego skrzydłowego, dwukrotny mistrz NBA, po zakończeniu kariery trener koszykarski.
Mierzący 198 cm wzrostu koszykarz studiował na DePaul University, gdzie w latach 1979–1982 grał w drużynie uczelnianej DePaul Blue Demons. Do NBA został wybrany z numerem 1. w drafcie w 1981 przez Dallas Mavericks. Grał w tym zespole do 1989, kiedy to w trakcie sezonu został oddany w wymianie za Adriana Dantleya do Detroit Pistons. W Detroit występował do 1993 i stał się ważną częścią teamu określanego mianem Bad Boys. Pierścienie mistrzowskie zdobywał w 1989 i 1990. Karierę zakończył w Los Angeles Clippers (1994). Trzykrotnie, w barwach Mavericks, był wybierany do udziału w meczu gwiazd NBA. W NBA zdobył 18 458 punktów.
Grał na pozycji niskiego skrzydłowego wyróżniając się umiejętnością efektywnego rzutu z wyskoku ze znacznej odległości. Przez sześć sezonów z rzędu osiągał średnią powyżej 20 punktów. 

## Osiągnięcia

### NCAA
- Uczestnik:
  - NCAA Tournament Final Four (1979)
  - turnieju NCAA (1979–1981)
- Koszykarz roku NCAA:
  - im. Naismitha (1980)[4]
  - według:
    - Sporting News (1981)[5]
    - United States Basketball Writers Association – USBWA (1980)[6]
    - Associated Press (1980)[7]
    - United Press International (1980)[8]

  - Adolph Rupp Trophy (1980)[9]
- Wybrany do:
  - I składu:
    - All-American (1980, 1981)[10]
    - turnieju NCAA (1979)[11]

  - Akademickiej Galerii Sław Koszykówki (2016)

### NBA
- 2-krotny mistrz NBA (1989, 1990)[12]
- 3-krotny uczestnik meczu gwiazd NBA (1984, 1987, 1988)
- Zawodnik miesiąca NBA (styczeń 1984)[13]
- 2-krotny zawodnik tygodnia NBA (27.11.1983, 24.02.1985)[14]
- Debiutant miesiąca NBA (listopad 1981)[15]

### Reprezentacja
- członek kadry olimpijskiej na igrzyska w Moskwie (1980), które zostały zbojkotowane przez USA. Zespół wziął wtedy udział w trasie pokazowej „Gold Medal Series”, występując przeciw składom NBA All-Star oraz drużynie olimpijskiej z 1976 roku[16]
- uczestnik turnieju FIBA Intercontinental Cup 1979